# عابدي (لاعب كرة قدم)
عابدي (بالبرتغالية: Abedi‏) (14 أبريل 1979 بريو دي جانيرو في البرازيل - ) هو لاعب كرة قدم برازيلي في مركز الوسط. لعب مع بوتافوغو ريغاتاس ونادي أفاي لكرة القدم ونادي أمريكا ونادي بازل ونادي باهيا ونادي جوفنتودي ونادي سيون ونادي فاسكو دا غاما ونادي كروزيرو ونادي كوريتيبا ونادي هبوعيل تل أبيب وDuque de Caxias Futebol Clube ‏ ونادي مادوريرا ونادي كاشياس دو سول ونادي موجي ميريم ونادي كامبو غراندي ونادي فريبورغنزيه الرياضي وAssociação Desportiva Cabofriense ‏ وأمريكا دي ناتال ‏ ونادي سانتا كروز وGoianésia Esporte Clube ‏ ويافردون سبور ‏.